# Cadellia
Cadellia é um género botânico pertencente à família Surianaceae.

## Espécies selecionadas
- Cadellia monostylis
- Cadellia pentastylis